# Ли, Гарри Фаулер
Гарри Фаулер Ли (англ. Harry Fowler Lee, 24 января 1855 — 29 мая 1917) — канадский и американский шахматист, журналист и шахматный функционер.

## Биография
Был заметной фигурой в шахматной жизни Чикаго начала XX в. Состоял в Чикагском шахматно-шашечном клубе. Был редактором шахматного отдела газеты «Chicago Tribune» (1912—1917 гг.). Занимался судейством соревнований Западной шахматной ассоциации. Был секретарем Западной шахматной ассоциации.
Как шахматист-практик наиболее известен по выступлениям в соревнованиях организации, в которой он сам работал. В 1906 г. в чемпионате Западной шахматной ассоциации (открытом чемпионате США), проходившем в Чикаго, он разделил 1—3 места с Дж. Вольбрехтом и чемпионом Канады М. Смитом. По итогам дополнительного соревнования занял 3-е место, повторив свой успех годичной давности (в 1905 г. он уже завоевывал бронзовую медаль чемпионата). В 1908 г. он стал серебряным призером аналогичного соревнования.
Состоял в Юридическом обществе Верхней Канады. Позже переехал в США. Согласно некрологу, более 40 лет работал судебным репортером.

## Спортивные результаты
| Год  | Город      | Соревнование                                                             | + | − | = | Результат | Место |
| ---- | ---------- | ------------------------------------------------------------------------ | - | - | - | --------- | ----- |
| 1903 | Чикаго     | Открытый чемпионат США                                                   |   |   |   |           | [ 3 ] |
| 1905 |            | Матч по телеграфу Манхэттенский ШК — Чикагский ШК (против Г. Саймонсона) | 0 | 0 | 1 | ½ из 1    |       |
|      | Эксельсиор | Открытый чемпионат США                                                   |   |   |   |           | 3     |
| 1906 | Чикаго     | Открытый чемпионат США                                                   |   |   |   |           | 1—3   |
| 1907 | Эксельсиор | Открытый чемпионат США                                                   |   |   |   |           | [ 5 ] |
| 1908 | Эксельсиор | Открытый чемпионат США                                                   |   |   |   |           | 2     |
| 1910 | Чикаго     | Открытый чемпионат США                                                   |   |   |   |           | [ 7 ] |
| 1911 | Эксельсиор | Открытый чемпионат США                                                   |   |   |   |           | [ 8 ] |